# Ampeliceps coronatus
El miná coronado o de cresta dorada (Ampeliceps coronatus) es una especie de ave paseriforme asiática de la familia Sturnidae que se encuentra en las selvas y tierras deforestadas de la India, Indochina y norte de Malasia.